# Kettering Bug
El Kettering Bug ("Bestiola de Kettering", en anglès) va ser un torpede aeri, precursor del que avui és considerat com UAV o míssil de creuer. Era capaç d'assolir blancs terrestres situats a 120 km (75 milles) del seu punt de llançament.

## Desenvolupament
Durant la Primera Guerra Mundial, l'Exèrcit dels Estats Units va demanar a Charles Kettering de Dayton (Ohio), que dissenyés una "bomba volant" no tripulada, capaç d'assolir l'objectiu a una distància de 70 km (40 milles). El disseny de Kettering, formalment anomenat  Torpede Aeri Kettering , però més tard conegut com a  Kettering Bug , va ser construït per la Companyia Dayton-Wright d'Aeronaus. Orville Wright va actuar com a consultor aeronàutic en el projecte, mentre que Elmer Ambrose Sperry va dissenyar el sistema de control i orientació. També es va construir un avió experimental de desenvolupament, anomenat Dayton-Wright Bug.

### Especificacions
Especificacions bàsiques d'aquest biplà relativament petit, no tripulat inclou una envergadura de 4,5 m (15 peus), amb una longitud de 3,8 m (12,5 peus), i una alçada de 2,3 m (7,7 peus). L'avió era propulsat per un motor De Palma de 4 cilindres i 40 HP. El motor va ser produït en sèrie per la Ford Motor Company. El fuselatge va ser construït de fusta laminada i paper maixé.

### Sistema de guia
El  Bug  de 240 kg. (530 lliures) (pes brut) era llançat mitjançant un carretó sobre rails, similar al mètode usat pels germans Wright quan van fer el seu primer vol el 1903. Una vegada llançat, un petit giroscopi a bord guiava l'aeronau al seu destí a una velocitat de prop de 193 km/h (120 mph). El sistema de control era pneumàtic/de buit, amb un sistema elèctric i un baròmetre aneroide/altímetre.

### Mecanisme de detonació

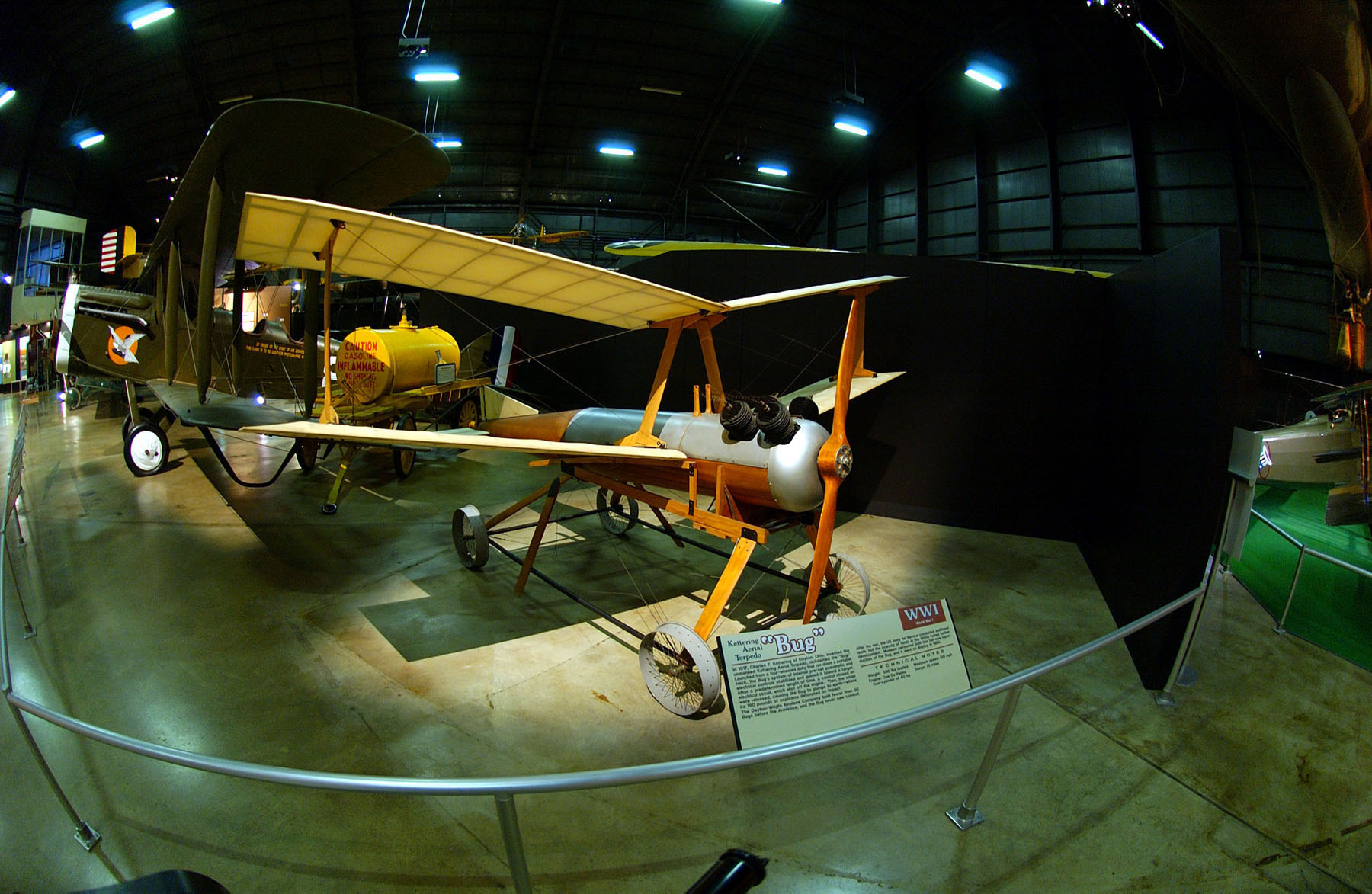
Una rèplica del Bug, exposada al Museu Nacional de la Força Aèria dels Estats Units.

Per garantir l'impacte del Bug contra el seu objectiu, es va concebre un sistema mecànic que controlaria la distància recorreguda per l'avió. Abans de l'enlairament, els tècnics determinaven la distància a recórrer en relació amb l'aire, tenint en compte la velocitat i direcció del vent al llarg de la trajectòria de vol. Aquesta es va utilitzar per calcular el nombre total de revolucions del motor necessària perquè el  Bug  arribarà al seu destí. Quan el nombre de revolucions totals s'assolia, una lleva apagava el motor i retreia els perns que unien les ales, provocant la caiguda. El Bug iniciava una trajectòria balística cap al seu objectiu i l'impacte feia detonar la càrrega útil de 81 kg. (180 lliures) d'explosius.

## Prova de vol
El prototip del  Bug  es va completar i va lliurar a la United States Army Signal Corps el 1918, prop del final de la Primera Guerra Mundial. El primer vol va ser el 2 d'octubre de 1918 i va ser un fracàs: l'avió va pujar fortament després de l'enlairament, es va aturar i es va estavellar. Després d'això, els vols van tenir èxit i l'aeronau va ser provada davant personal de l'Exèrcit a Dayton.
| « | '... "El Kettering Bug va tenir 2 èxits de 6 intents a Dayton, 1 de 4 a Amityville, i 4 de 14 a Carlstrom." | » |

Malgrat alguns èxits durant les proves inicials, la guerra va acabar abans que el  Bug  pogués entrar en combat. En aquest moment, uns 45 Bugs s'havien produït. L'aeronau i la seva tecnologia seguir sent un secret fins a la Segona Guerra Mundial.
Durant la dècada de 1920, el Servei Aeri de l'Exèrcit dels EUA va seguir experimentant amb l'aeronau fins que el seu finançament va ser retirat.
Una rèplica a mida real d'un Bug està en exhibició permanent en el Museu Nacional de la Força Aèria dels Estats Units a Dayton (Ohio).
Des d'abril de 1917 a març de 1920, el Govern dels EUA va gastar prop de $ 275.000 en el Kettering Bug.